# Alcarràs
Alcarràs ist eine spanische Gemeinde, sie liegt in der Provinz Lleida und gehört zur Comarca (Landkreis) Segrià in Katalonien. Zur Stadtverwaltung von Alcarràs gehören die Orte Montagut und Vallmanya.

## Etymologie
Der Name ist arabischen Ursprungs und in alten Dokumenten aus dem 12. Jahrhundert in der Form Alcaraz auffindbar. Laut dem Arabisten Miguel Asín stammt er vom arabischen „al-Karas“ ab, was so viel wie „Kirsche“ bedeutet.

## Geschichte
In der Ordinatio des Bistums Lleida aus dem Jahr 1168 erscheint sie mit der arabischen Schreibweise als Alcarraz, die sich auf die sarazenische Burg und die Kirche beziehen. Laut Zurita eroberte Graf Ermengol VI. von Urgell, Alcarràs, Alguaire und Aitona in den Jahren 1147–48 (während Ramon Berenguer IV in Almeria weilte), und der Eroberer wird von Vater Finestres (1752) Guillem d'Alcarràs genannt, Sohn von Guerau de Jorba, Herr von Montmeneu, Òdena und Rubinat und Verwandter der Grafen von Barcelona. Dieser nach der Eroberung angenommene Familienname wurde von seinen Nachkommen beibehalten, die eng mit den Hospitälern und den Templern verbunden waren.
Im 16. Jahrhundert wurden seine Nachfolger mit kastilischen Familien verbunden und hörten sogar auf, in Barcelona zu residieren. Die Bevölkerung litt erneut unter den Folgen des Aufstands der Schnitter, und der französische Gouverneur M. de Rogles besetzte die Burg (1642), wo sie eine Garnison aufstellten, und dann wurde die Burg endgültig unbrauchbar gemacht, wie Marquis Filipo de Corsini bestätigt, der Cosimo de’ Medici 1668 begleitete, als er sagt, dass sie eine sehr verfallene Bevölkerung namens Alcarràs vorfanden, die dem Marquis „di Lafuente“ gehörte (die Nachfolger der Fernández de Heredia waren Grafen von Fuentes), wo die Überreste einer kleinen Burg gerade noch sichtbar waren. Durch Erbschaft des genannten Heredia ging die Domäne des Ortes zu Beginn des 18. Jahrhunderts an die Herzöge von Solferino über, die sie bis zur Aufhebung der Grundherrschaften behielten.
Auch Alcarràs litt unter dem Erbfolgekrieg, konnte sich aber 1721 teilweise erholen und ein Rathaus einrichten (seit 1500 gab es einen kleinen Gemeinderat mit drei Geschworenen oder Paers). Im 18. Jahrhundert, zeitgleich mit einem beachtlichen Bevölkerungszuwachs, wurde die große Kirche gebaut und der Kern entlang der Straße nach Madrid (1777), dem heutigen Raval de Lleida, erweitert.
Im Halbinselkrieg nahmen die Einwohner von Alcarràs teil und kämpften unter dem Befehl von Oberst Baget in der Sierra de Alcubierre (in der Comarca Monegros, Aragonien) und dem Bruc (Comarca de l'Anoia, Katalonien). Die französische Armee besetzte die Stadt 1810, als sie vor der Einnahme von Lleida stand. Die Stadt beherbergte liberale Abteilungen im ersten und dritten Karlistenkrieg.
Madoz spricht Mitte des 19. Jahrhunderts noch von einigen Türmen der alten Burg, die Ende desselben Jahrhunderts abgerissen wurde. Im Jahr 1840 wurden mit dem konstitutionellen Rathaus Schulen eingerichtet und im Sommer 1896 entstand das Thermalbad von Alcarràs mit eisenhaltigem Natriumchloridwasser, das bis zu seiner Schließung im Jahr 1920 gut gegen Hautkrankheiten war. Es entstanden auch neue Industrien (Mehl, Sulfide, Branntwein usw.).
Früher wurde die Stadt durch den Pinyana-Kanal bewässert, zu Beginn des 20. Jahrhunderts kamen auch die Gewässer des Kanals von Aragonien und Katalonien an.

### Referendum vom 1. Oktober 2017
Während des katalanischen Unabhängigkeitsreferendums am 1. Oktober 2017 war Alcarràs eine der Gemeinden, in denen die spanische Polizei die Bürger verprügelte, um die Abstimmung zu verhindern. Dennoch stimmten die Bürger mit insgesamt 2.799 Stimmen (53,4 % der registrierten Bevölkerung) ab, von denen 2.578 mit Ja (92. 6 %) und 171 für Nein (6,1 %) stimmten. Insgesamt 80 Anti-Aufruhr-Agenten der spanischen Guardia Civil erschienen um 8:45 Uhr im Wahllokal und trafen auf 500 Personen, die ihnen friedlich den Weg versperrten. Sie griffen die Menschen ohne Vorwarnung und ohne vorherige Schlichtung an und verletzten 20 Personen. [9] Der Bürgermeister von Alcarràs, Miquel Serra, wurde zu drei Monaten politischer Disqualifikation und einer Geldstrafe verurteilt, weil er das Referendum „zugelassen“ hatte.
Im September 2022, wenige Stunden nach der Bekanntgabe, dass der Film „Alcarràs“ von der spanischen Filmakademie für die Oscar-Verleihung ausgewählt wurde, änderte ein Wikipedia-Nutzer mit einer IP des Verteidigungsministeriums der spanischen Regierung den Eintrag in Wikipedia, um die Angaben über die Gewalt der Polizei zu streichen und dem Unabhängigkeitsreferendum das Prädikat „illegal“ hinzuzufügen.

## Film Alcarràs
Im Jahr 2022 wurde die Stadt durch den Film Alcarràs von Carla Simón bekannt, der den Goldenen Bären bei der zweiundsiebzigsten Ausgabe der Berlinale gewann und der erste Film in katalanischer Sprache war, der diese Auszeichnung erhielt. Der Film wurde in der Stadt mit den Einwohnern als Laiendarstellern gedreht.

## Symbole
Das offizielle Wappen der Gemeinde wurde 2007 mit der Beschreibung „auf Silber, eine grüne Schaleneiche darüber eine Stadtkrone“, weshalb es in die Kategorie der Kantige Schilde gehört, auch wenn es ebenfalls als Darstellung der hundertjährigen Eiche in der Stadt gilt. Im 19. und 20. Jahrhundert wechselten sich die ovalen Schilde mit einem Baum oder einer Burg ab.
Die Flagge stellt das alte ovale Wappen mit einem Baum auf kastanienbraunem Hintergrund dar.

## Geografie
Die Stadt ist über die A-2 (Ausfahrt 451: L-800 Vallmanya/Alcarràs) und die AP-2 (Ausfahrt 5: Alcarràs) angeschlossen.
Die Entfernungen von Alcarràs zu anderen Städten sind: nach Lleida 8 km, nach Barcelona 150 km, nach Saragossa 140 km, nach Huesca 100 km, nach Tarragona 100 km, nach Madrid 450 km, nach Frankreich 270 km, und nach Valencia 325 km.

## Bevölkerung
1497 hatte Alcarràs 87 Einwohner. 2020 waren 9707 Bewohner in Alcarràs gemeldet.
1900–2020
| Jahr        | 1900 | 1930 | 1950 | 1970 | 1986 | 2003 | 2004 | 2005 | 2006 | 2007 | 2008 | 2009 | 2010 | 2011 | 2012 | 2013 | 2014 | 2015 | 2016 | 2017 | 2018 | 2019 | 2020 |
| ----------- | ---- | ---- | ---- | ---- | ---- | ---- | ---- | ---- | ---- | ---- | ---- | ---- | ---- | ---- | ---- | ---- | ---- | ---- | ---- | ---- | ---- | ---- | ---- |
| Bevölkerung | 2342 | 3053 | 3394 | 3969 | n/a  | 4903 | 5027 | 5241 | 5970 | 6510 | 7281 | 7776 | 8029 | 8350 | 8755 | 9026 | 9252 | 9372 | 9297 | 9363 | 9422 | 9514 | 9707 |

## Sehenswertes
Die Kirche Església de la Mare de Déu de l'Assumpció ist ein dreischiffiges, trapezförmiges barockes Gebäude mit einer einzigartigen, in der Mitte befindlichen Kuppel, die in der zweiten Hälfte des achtzehnten Jahrhunderts hinzugefügt wurde. An der Straßenfassade befindet sich die Jahreszahl „1786“. Die Grundmauern der Kirche stammen von einer mittelalterlichen Burg aus dem 14. Jahrhundert. Unter dem Chor (Apsis) befindet sich eine Krypta, dort sind Reliquien verwahrt. Der unvollendet gebliebene Glockenturm befindet sich seitlich der Hauptfassade und beinhaltet einen Glockenstuhl mit zwei Öffnungen. 1936 wurden durch Brandstiftung die meisten Gemälde und Teile der Inneneinrichtung zerstört. Nach dem Ende des Spanischen Bürgerkrieges wurden die wesentlichen Einrichtungen wieder hergestellt. Seit 2000 steht die Kirche unter Denkmalschutz und ist im Inventari del Patrimoni Arquitectònic de Catalunya gelistet. 2001 bis 2003 wurde die Kirche im Auftrag des Departament de Cultura de la Generalitat de Catalunya renoviert.
- Die Hundertjährige Eiche ist das Symbol und Stadtwappen der Stadt.
- Das alte Haus der Canonges und die Ermita de Santa Anna, ein verstreutes Haus aus dem 18. Jahrhundert.
- Die Burg von Montagut, die sarazenischen Ursprungs ist und von der nur wenige Überreste erhalten sind.
- Der Circuit d'Alcarràs, eine im Mai 2007 eingeweihte Motorsport-Rennstrecke.
- Die Kirche von Mare de Déu de l'Assumpció, erbaut zwischen 1760 und 1765, mit einer Fassade im Barockstil.
- Die 2006 eingeweihte Bibliothek Joaquim Montoy verfügt über eine Fläche von 493 m2 und eine Sammlung von 18.000 Dokumenten.[17]
- Cal Macià, Bauernhaus aus dem 17. Jahrhundert, das Herrenhaus von Eugènia Lamarca, Ehefrau des Präsidenten Francesc Macià.

- Spanish Police -- 805 Videos of the Repression lived in Catalonia caused by the Spanish Police in the Referendum of October 1, 2017.[18]